# 靖奎
靖奎（1914年2月3日—2014年10月31日），中国剃头匠，被誉为“理发界活化石”。

## 生平

### 早年
靖奎17岁起进京城学习理发，精通理发、按摩、接骨，20岁时开始自己经营理发店，曾在地安门和清华大学拥有两家理发店。靖奎的顾客不仅有普通北京百姓，也有傅作义、马占山、尚小云、谭富英等社会知名人士。20世纪50年代后期公私合营，靖奎把两家理发店都上交政府，从此开始走街串巷的生活。

### 逝世
2014年10月20日，靖奎因肺炎住院。2014年10月31日上午9时20分许，靖奎因病逝世，享嵩寿101岁。

## 影视作品
2002年，靖奎主演的纪录片《靖大爷和他的老主顾们》上映，获2002年中国电视纪录片学术奖、长片类大奖、长片类编导奖和录音奖。2006年，靖奎以93岁高龄本色出演电影《剃头匠》，获得第37届印度果阿国际电影节最高奖“金孔雀奖”、第5届印度浦那国际电影节最佳故事片奖、上海电影节新闻传媒大奖等国内外大奖。电影中讲述了一位叫“敬大爷”的北京剃头匠和他的老主顾们的晚年生活。以一群中国老人面对死亡的故事，反映了中国的变化和普通老百姓的生活状态。